# Richard D. Wolff
Richard David Wolff (nacido el 1 de abril de 1942, Youngstown, Ohio, Estados Unidos) es un economista marxista estadounidense conocido por su trabajo en la metodología económica y análisis de clase. Estudió diez años en las Universidades de Harvard, Stanford y Yale.
Es profesor emérito de Economía de la University of Massachusetts Amherst, y actualmente es Profesor Visitante en el Graduate Program in International Affairs de la New School de New York. Wolff enseñó Economía en la Universidad de Yale, City University of New York, University of Utah, Universidad de París I Panthéon-Sorbonne, y The Brecht Forum de Nueva York.
En 1988 Wolff cofundó la revista Rethinking Marxism. En 2010 publicó Capitalism Hits the Fan: The Global Economic Meltdown and What to Do About It, también publicado en DVD.
En 2012 publicó tres libros: Occupy the Economy: Challenging Capitalism, con David Barsamian, Contending Economic Theories: Neoclassical, Keynesian, and Marxian, con Stephen Resnick, y Democracy at Work.
En 2019 publicó el libro Understanding Marxism (Democracy at Work). Wolff presenta el programa semanal de 30 minutos Economic Update producido por la organización sin ánimo de lucro Democracy at Work, que cofundó. Economic Update está disponible en YouTube, FreeSpeech TV y como podcast.
Wolff aparece con frecuencia en televisión, periódicos y medios de internet. The New York Times Magazine le nombró como el economista marxista estadounidense más prominente.
Wolff vive en Manhattan con su esposa y colaboradora Harriet Fraad, que trabaja como psicoterapeuta.

## Primeros años y educación
Huyendo del nazismo los padres de Wolff emigraron de Europa a los Estados Unidos durante la Segunda Guerra Mundial. Su padre era francés y trabajaba como abogado en Colonia, Alemania. Pasó a trabajar como trabajador del metal en Youngstown, Ohio, en parte porque su titulación europea no se reconoció en Estados Unidos. Su madre era ciudadana alemana. Cuando Richard tenía cinco años, su familia finalmente se asentó cerca de la ciudad de Nueva York.El padre de Wolff conoció a Max Horkheimer. Wolff afirma que su pasado europeo influye en su visión del mundo:

Everything you expect about how the world works probably will be changed in your life, that unexpected things happen, often tragic things happen, and being flexible, being aware of a whole range of different things that happen in the world, is not just a good idea as a thinking person, but it's crucial to your survival. So, for me, I grew up convinced that understanding the political and economic environment I lived in was an urgent matter that had to be done, and made me a little different from many of my fellow kids in school who didn't have that sense of the urgency of understanding how the world worked to be able to navigate an unstable and often dangerous world. That was a very important lesson for me.
Todo lo que esperas sobre cómo funciona el mundo cambiará durante tu vida, esas cosas inesperadas pasan, con frecuencia pasan cosas trágicas, y ser flexible, ser consciente de todas las cosas diferentes que pasan en el mundo, no es sólo una buena idea como persona pensante, pero es crucial para tu supervivencia. De modo que yo crecí convencido de que comprender el ambiente político y económico en el que vivía era una materia urgente que tenía que hacer, y me hizo un poco diferente de muchos de mis compañeros de escuela, que no tenían el sentido de urgencia para comprender cómo funcionaba el mundo para ser capaz de navegar un mundo inestable y con frecuencia peligroso. Eso fue una lección muy importante para mí.
Richard D. Wolff

Cuando tenía dieciséis años su padre le dio a leer entre otros a Platón, Aristóteles, Santo Tomás de Aquino y El manifiesto comunista de Karl Marx y Friedrich Engels. En el instituto Richard no estudiaba latín y griego. Su padre preguntó al director y le dijo que nunca habían impartido esas materias y que era necesario que al menos cuatro padres lo solicitaran para poner un profesor. Su padre convenció a otros tres padres y Richard recibió clases de latín y griego con otros tres alumnos. En la universidad leyó La riqueza de las naciones de Adam Smith y quedó muy impresionado. Cuando sus profesores no sabían o no querían responder sus preguntas se precipitaba a la biblioteca a buscar respuestas. Su padre murió en 1973 cuando Richard tenía treinta y un años. En 1963 consiguió una licenciatura BA magna cum laude en Historia por Harvard y se mudó a Stanford donde estudió un máster MA en Economía en 1964 estudiando con Paul A. Baran. Baran falleció prematuramente de un ataque al corazón en 1964 y Wolff fue transferido a Yale University, donde recibió un máster MA en Economía en 1966, un máster MA en Historia en 1967, y un doctorado PhD en Economía en 1969.
Como estudiante graduado en Yale, Wolff trabajó como instructor.
Su tesis fue Economic Aspects of British Colonialism in Kenya, 1895‑1930 (Aspectos económicos del colonialismo británico en Kenia), se publicó como libro en 1974. Durante sus diez años de estudios en Harvard, Stanford y Yale, no se le obligó a leer ninguna obra de Karl Marx .

## Carrera
De 1969 a 1973 impartió clases en el City College of New York. Allí comenzó su larga colaboración con su colega economista Stephen Resnick, que llegó en 1971 tras la expulsión de Resnick de Yale por firmar una petición contra la guerra. En 1973 ambos junto a Samuel Bowles, Herbert Gintis, y Rick Edwards, del grupo radical (radical package) fueron contratados por el Departamento de Economía de la University of Massachusetts Amherst, en la que Wolff ha sido profesor desde 1981. Wolff se retiró en 2008 pero permanece como profesor emérito y ese año comenzó a trabajar como profesor visitante en The New School.
La primera publicación académica de Wolff y Resnick fue The Theory of Transitional Conjunctures and the Transition from Feudalism to Capitalism (La teoría de las coyunturas transicionales y la transición del feudalismo al capitalismo), que cimentó los pilares de la estructura de su trabajo desde entonces. Formuló una aproximación de análisis de clases no determinista para comprender los debates sobre la transición del feudalismo al capitalismo.
Sus temas incluyeron la teoría marxista y el análisis de valor, sobredeterminación, economías radicales, comercio internacional, ciclos de negocio, formaciones sociales, la Unión Soviética y la comparación y contraste de teorías económicas marxistas y no marxistas.
Tomando como punto de partida Reading Capital de Louis Althusser y Étienne Balibar, Wolff y Resnick publicaron Knowledge and Class comentando los volúmenes II y III de El Capital de Karl Marx.
Para los autores el análisis de clases marxista implica el estudio detallado de las condiciones de existencia de formas de adquisición, apropiación y distribución de la plusvalía. Mientras podría haber un número infinito de formas de apropiación de la plusvalía, el canon marxista lo refiere a los procesos antiguos, esclavistas, feudales, capitalistas y comunistas:

Marx used the word "exploitation" to focus analytical attention on what capitalism shared with feudalism and slavery, something that capitalist revolutions against slavery and feudalism never overcame.
Marx usó la palabra «explotación» para centrar su atención analítica en lo que el capitalismo compartía con el feudalismo y la esclavitud, algo que las revoluciones capitalistas contra la esclavitud y el feudalismo nunca superaron.
Richard D. Wolff

En 1989 Wolff unió esfuerzos con un grupo de colegas y estudiantes para lanzar la revista académica Rethinking Marxism, que trata de crear una plataforma para repensar y desarrollar conceptos marxistas y teorías dentro de la economía y otros campos de investigación social. Durante más de dos décadas sirvió como miembro del consejo editorial de la revista. Actualmente es miembro del consejo consultivo de la revista.
En la primavera de 1994 fue profesor visitante en la Universidad de París I Panthéon-Sorbonne. Wolff continúa enseñando en seminarios para graduados y en cursos para no graduados y dirige investigaciones en economía en la University of Massachusetts Amherst y en el programa de relaciones internacionales (GPIA) en The New School.
Desde 2008 incrementó el número de conferencias públicas en Estados Unidos y otros países. Es un conferenciante habitual en el Brecht Forum.
Con frecuencia Wolff participa como invitado en programas de televisión y radio, y escribe para varias publicaciones y sitios web.
Desde marzo de 2011 Wolff presenta y dirige el programa semanal de televisión/radio/podcast de economía y sociedad Economic Update, en WBAI de la ciudad de Nueva York. Está disponible en YouTube, FreeSpeech TV y como podcast.
Uno de sus estudiantes, George Papandreou, llegó a ser el primer ministro de Grecia entre 2009 y 2011. Wolff recuerda a Papandreou como un estudiante que buscaba convertirse tanto en un economista sofisticado como en un economista socialista. Wolff considera que un economista sofisticado ve si los problemas, contradicciones y costes sociales del capitalismo llevan hacia una transición a otro sistema económico. Un economista socialista está especialmente implicado en identificar momentos y oportunidades para moverse hacia otro sistema económico que sirva mejor a la gente que el capitalismo. Sin embargo el profesor de Economía de la City University of New York Costas Panayotakis comentó que tras ser elegido primer ministro en el otoño de 2009 en una plataforma que vilipendiaba la política de austeridad aplicada en una crisis económica profunda, George Papandreou se contradijo al enfrentarse con la crisis de deuda y llamó al Fondo Monetario Internacional (FMI) e impuso el programa de austeridad más brutal que su país había visto nunca.

## Proyectos
Wolff es cofundador de Democracy at Work, una organización sin ánimo de lucro que produce eventos en vivo y en los medios para exponer los problemas sistémicos del capitalismo y cómo la democratización de los lugares de trabajo es una parte de la solución sistémica. Busca una democracia más plena y fuerte.
La organización se basa en su libro de 2012 Democracy at Work: A Cure for Capitalism (Democracia en el trabajo: Una cura para el capitalismo). Wolff presenta el programa sindicado nacionalmente Economic Update with Richard D. Wolff, que produce Democracy at Work.

## Política
Fue miembro fundador del Partido Verde (Green Party) de New Haven, Connecticut. Wolff fue el candidato a alcalde de New Haven en 1985 con una campaña en la que criticó los relucientes proyectos para el centro que no hacen dinero y que sólo favorecen a los constructores mediante exenciones de impuestos, mientras que aumentan los impuestos en los ciudadanos ya empobrecidos. Propuso una aproximación desde abajo para reconstruir New Haven, haciendo énfasis en la rehabilitación de viviendas y la mejora de los servicios municipales, especialmente las escuelas. Recibió el 8 % de los votos y no consiguió la alcaldía.
En 2011 abogó por el establecimiento de un partido de izquierdas de masas en los Estados Unidos.
En julio de 2015 Wolff apoyó a la candidata Jill Stein del Partido Verde para las elecciones presidenciales de Estados Unidos de 2016. En 2020 consideraba que el Partido Republicano y el Partido Demócrata defendían el capitalismo y no tenían intención de cambiar el sistema económico.

## Vida personal
Wolff tiene como lengua nativa el inglés y habla francés y alemán con fluidez porque su padre era francés y su madre alemana. Tiene una hermana.
Wolff vive en la ciudad de Nueva York con su esposa Harriet Fraad, que es psicoterapeuta. Tienen un hijo y una hija, que es psicoterapeuta. Se considera un buen cocinero.

## Películas
- Capitalism Hits the Fan (2009)[21] Documental escrito y presentado por Wolff en el que explica la crisis financiera de 2007-2008.
- Participó en un episodio de 2012 de la serie griega Simeio isorropias.

- The True Cost (2015) es un documental que explora el impacto de la moda en la gente y en el planeta. Wolff participó entre otros.[22]

### Entrevistas
- Capitalismo en crisis: Richard Wolff urge el fin de la austeridad, un programa de nuevos trabajos y democratizar el trabajo. Democracy Now! 25 de marzo de 2013.
- Los ficheros del imperio: Comprendiendo el marxismo y el socialismo con Richard Wolff. The Real News, 21 de marzo de 2016.

- La pobreza siempre ha acompañado al capitalismo. Truthout. 3 de julio de 2016.
- Hustler: Socialism Returns, Again Hustler, 6 de agosto de 2020.

- Richard Wolff: Marxism and Communism | Lex Fridman Podcast #295, 2022.

- Datos: Q2149289
- Multimedia: Richard D. Wolff / Q2149289